# Pistolet Benelli MP 95E 22LR
Benelli MP 95E 22 cal Long Rifle – wyczynowy pistolet sportowy do strzelań dokładnych na 25 metrów w konkurencjach ISSF. Skonstruowany w 1994 roku. Pistolet strzela amunicją bocznego zapłonu .22 LR. Zaprojektowany oraz produkowany przez włoską firmę Benelli Arms. Jego wariantem jest pistolet Benelli MP95E Atlanta.

## Konstrukcja
Pistolet Benelli MP 95E działa na zasadzie odrzutu zamka swobodnego. Zamek bez samoczynnej blokady w tylnym położeniu po wystrzeleniu ostatniego naboju, posiada jednak ręczną blokadę na prawym chwycie napinającym. Ułatwia on kontrolę oraz czyszczenie broni. Uchwyty napinające zamka są sporych rozmiarów, dzięki czemu przeładowanie broni jest wygodne i płynne. Szkielet z zamocowaną na stałe lufą, posiada zamontowane mechaniczne przyrządy celownicze, stałą muszkę 4,0mm oraz precyzyjny celownik mikrometryczny z pełną regulacją szczerbinki w płaszczyźnie pionowej i poziomej. Szczerbinki w rozmiarach 3,3mm (standard) 3,7mm i 4,0 mm (opcjonalnie). Lufa posiada 8 prawoskrętnych nitek gwintu o skoku 1:450 mm.
Magazynki o pojemności 6 lub 9 naboi wykonane są ze stalowej blachy, z plastikową stopką. Lewa szczęka magazynka pełni zarazem rolę wyrzutnika łusek. Blokada zaczepu magazynka umieszczona jest  pod lufą po lewej stronie gniazda magazynka. Pod spodem gniazda umieszczony jest prętowy wskaźnik napięcia kurka, wystający – kurek jest napięty, schowany – kurek jest zwolniony. W przedniej części pod lufą zamocowane są w plastikowej obudowie dwa wymienne ciężarki wyważające pistolet. Zastosowana w pistolecie drewniana uniwersalna rękojeść umożliwia strzelanie także zawodnikom leworęcznym oraz pozwala na strzelanie oburącz.